# Klasztor św. Idziego
Klasztor św. Idziego – Klasztor benedyktyński w Norymberdze, zsekularyzowany w związku z reformacją w 1525 r.

## Źródła
- Evang.-Luth. Pfarramt St. Egidien (Hrsg.): St. Egidien 1718-1959. Festschrift zur Wiedereinweihung der St. Egidienkirche in Nürnberg. Nürnberg 1959, 56 Seiten